# Krystyna Kreyser

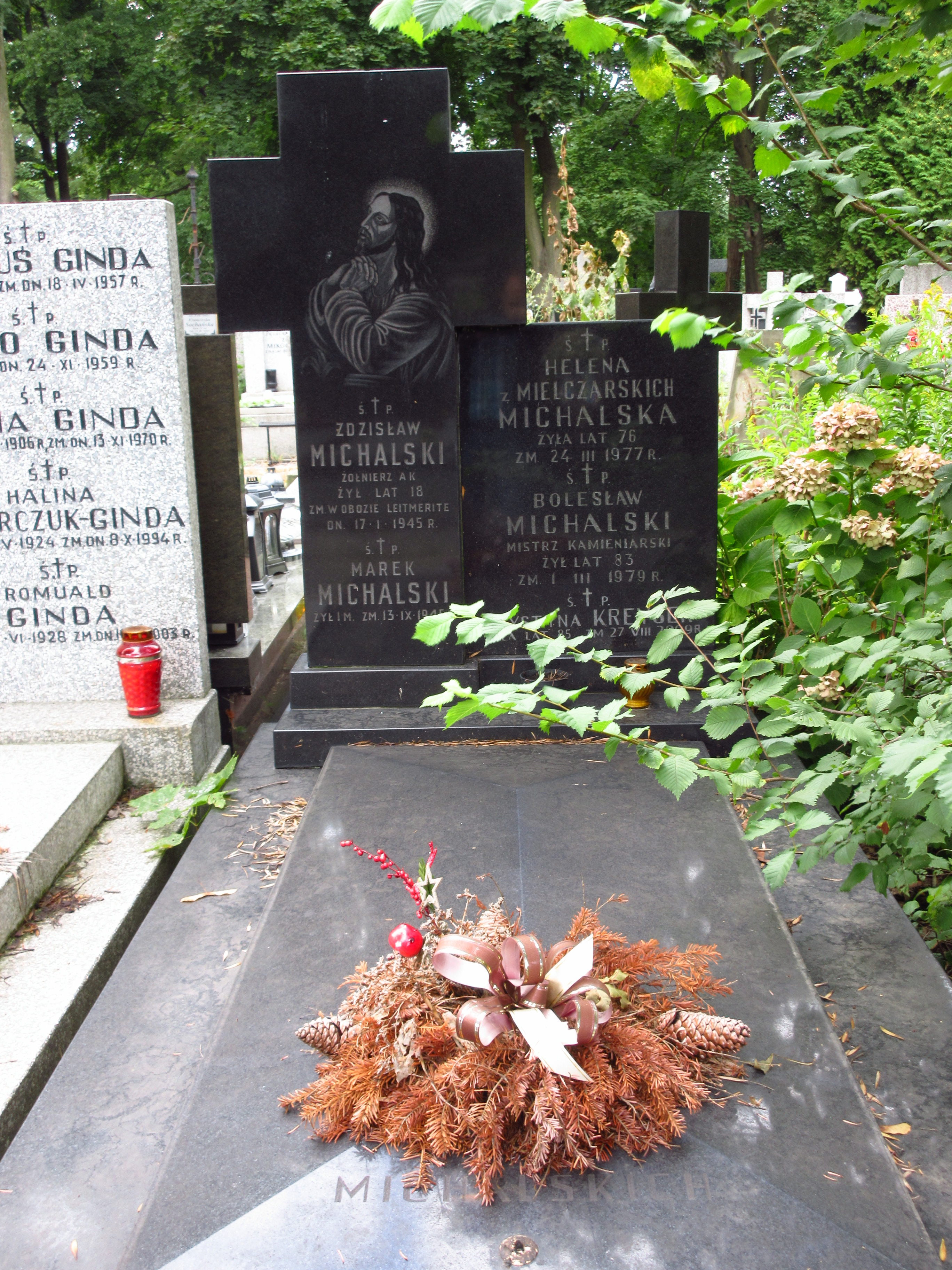
Grób Krystyny Kreyser na Cmentarzu Bródnowskim.

Krystyna Kreyser (ur. w 1924, zm. 27 sierpnia 2009) – pisarka, autorka kilkunastu książek na temat kultury antycznej oraz podręczników do języka łacińskiego.
Krystyna Kreyser jest absolwentką Wydziału Filologii Klasycznej Uniwersytetu Warszawskiego. Jako wieloletnia wykładowczyni języka łacińskiego na SGGW uhonorowana została I nagrodą rektora tej uczelni za osiągnięcia w dziedzinie dydaktyki. Pochowana na Cmentarzu Bródnowskim (kwatera 4C-1-19).